# モリー・マローン

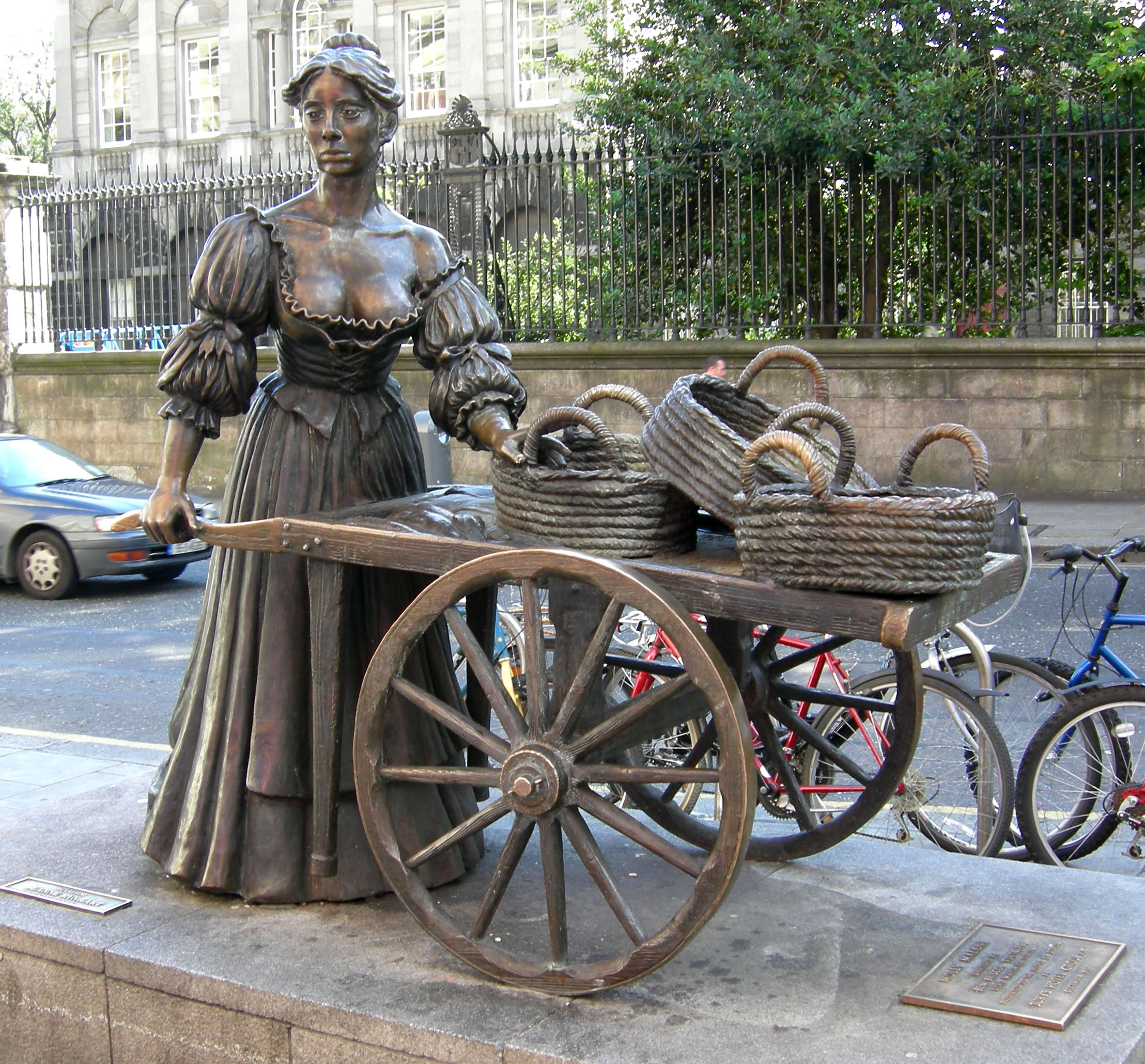
モリー･マローン像

モリー･マローン（英 Molly Malone）は、アイルランドのダブリンを舞台にした曲であり、非公式なダブリン市の歌として、広く親しまれている。

## 概要
この曲は、ダブリンで魚売りを営んでいた美しい娘が、熱病のため若くして死ぬと言う架空の話をもとにしているが、20世紀後半になって、モリーは17世紀に実在していたという話が浮上した。彼女は一般的には、昼は行商、夜は、時によって売春婦をしていた女とされているが 。この売春婦説には異論がある。それとは対照的に、モリーは、17世紀以来、貞淑な魚売りの娘として描かれても来ている。しかしながら、17世紀であろうが、そうでなかろうが、この曲が実在のモデルがいるのか、確たる証拠はない。モリーという名前は、メアリー、マーガレットという名前のよくある変化形であり、何世紀にもわたって、ダブリンには多くのモリー・マローンという女性が実在していて、彼女たちと、この曲との関連の裏付けはない。それにもかかわらず、ダブリン・ミレニアム・コミッションは、1988年に、モリー・マローンが1699年6月13日死亡説を受け入れ、6月13日を「モリー・マローンの日」とすることを奨励した。

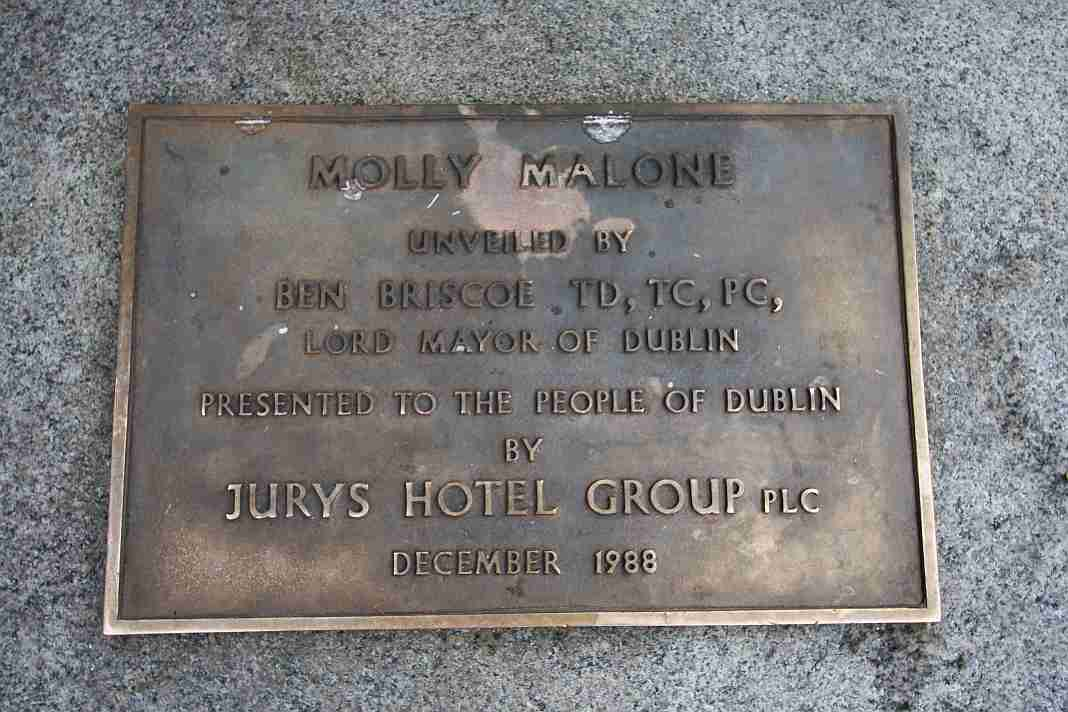
モリー･マローン像除幕記念碑

実は、この曲の楽譜が初めて出版されたのは、1833年、アメリカのマサチューセッツ州ケンブリッジでのことだった。ロンドンでも、フランシス・ブラザーズ・アンド・デイにより、1884年に発売された。ロンドンで発売された時は、エディンバラの作曲家ジェームズ・ヨークタウンの作詞作曲で、編曲を手掛けたのはエドマンド・フォーマンだった。こちらの楽譜は、エディンバラのコーラー・アンド・サンの許可を得て、再版された。つまり、スコットランドでは初めての出版であるということだった。しかしこの楽譜の存在は突き止められていない。本当は、19世紀後半のスコットランドのミュージックホールから広まった曲だと言われている。『いとしのクレメンタイン』のように、すべてのジャンルに属する曲である。
1790年ごろに、ドンカスターで出版された『アポロズ･メドレー』（Apollo's Medley）という本がある。これは、2010年に再発見されており、この本の78ページに『スイート・モリー・マローン』を参考にしたという曲が収められている。この曲の最後の一行はこうなっている。
Och! I'll roar and I'll groan, My sweet Molly Malone, Till I'm bone of your bone, And asleep in your bed
おお、愛しのモリー･マローン、君とねんごろになって、君の寝床で眠るまで、僕は吠え、そしてわめく—
しかし、題名と、モリーがダブリンの近くのハウスに住んでいたことを別にすれば、この曲は、広く知られている『モリー・マローン』と似通った部分は見られない。この『スイート･モリー･マローン』は、1831年に『ザ・シャムロック：ア・コレクション・オブ・アイリッシュ・ソングス』というコレクションに納められ、ジ・エディンバラ・リテラリー・ジャーナル社から『モリー・マローン』のタイトルで発売された。

### 歌詞

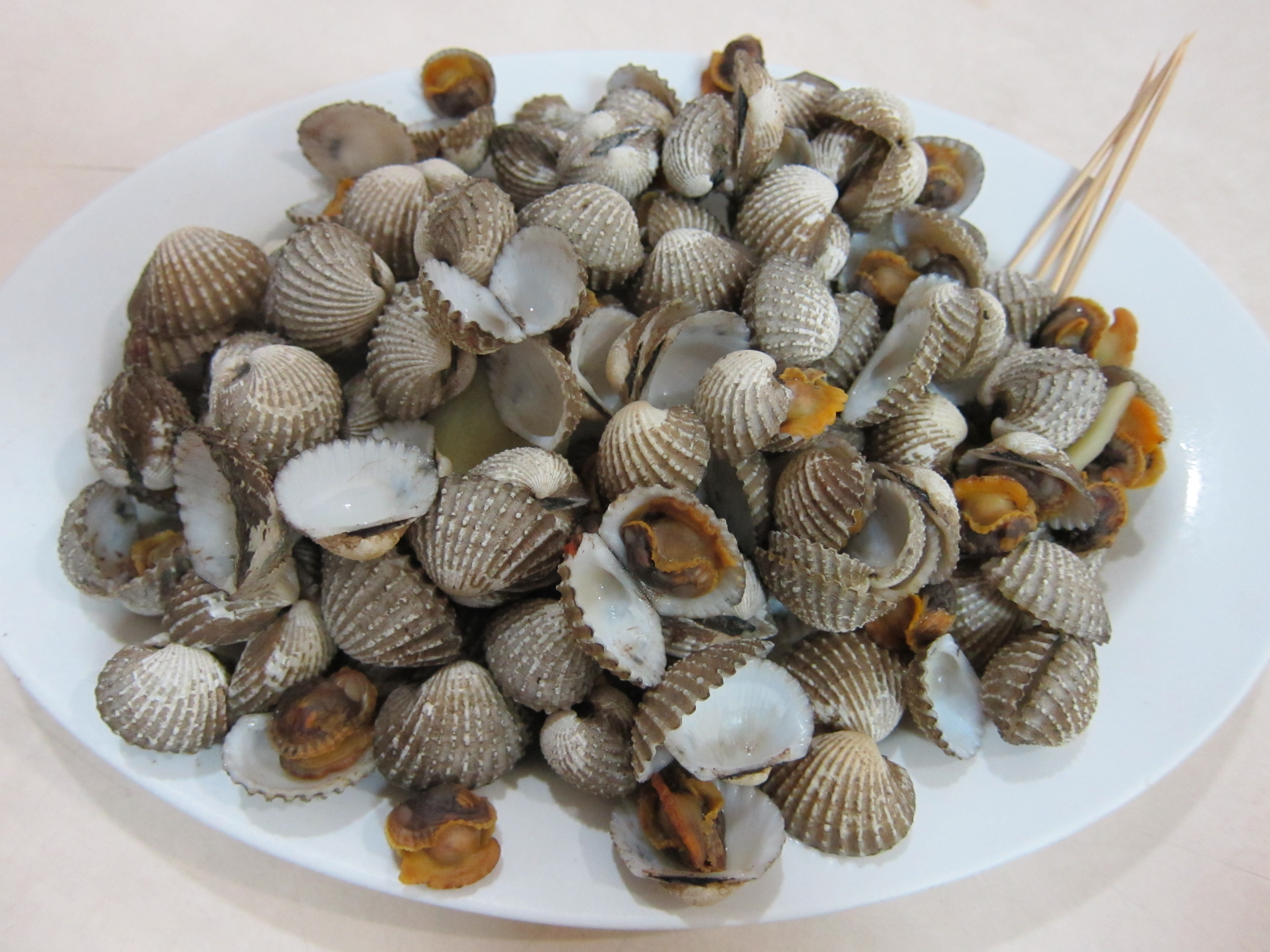
ザルガイ

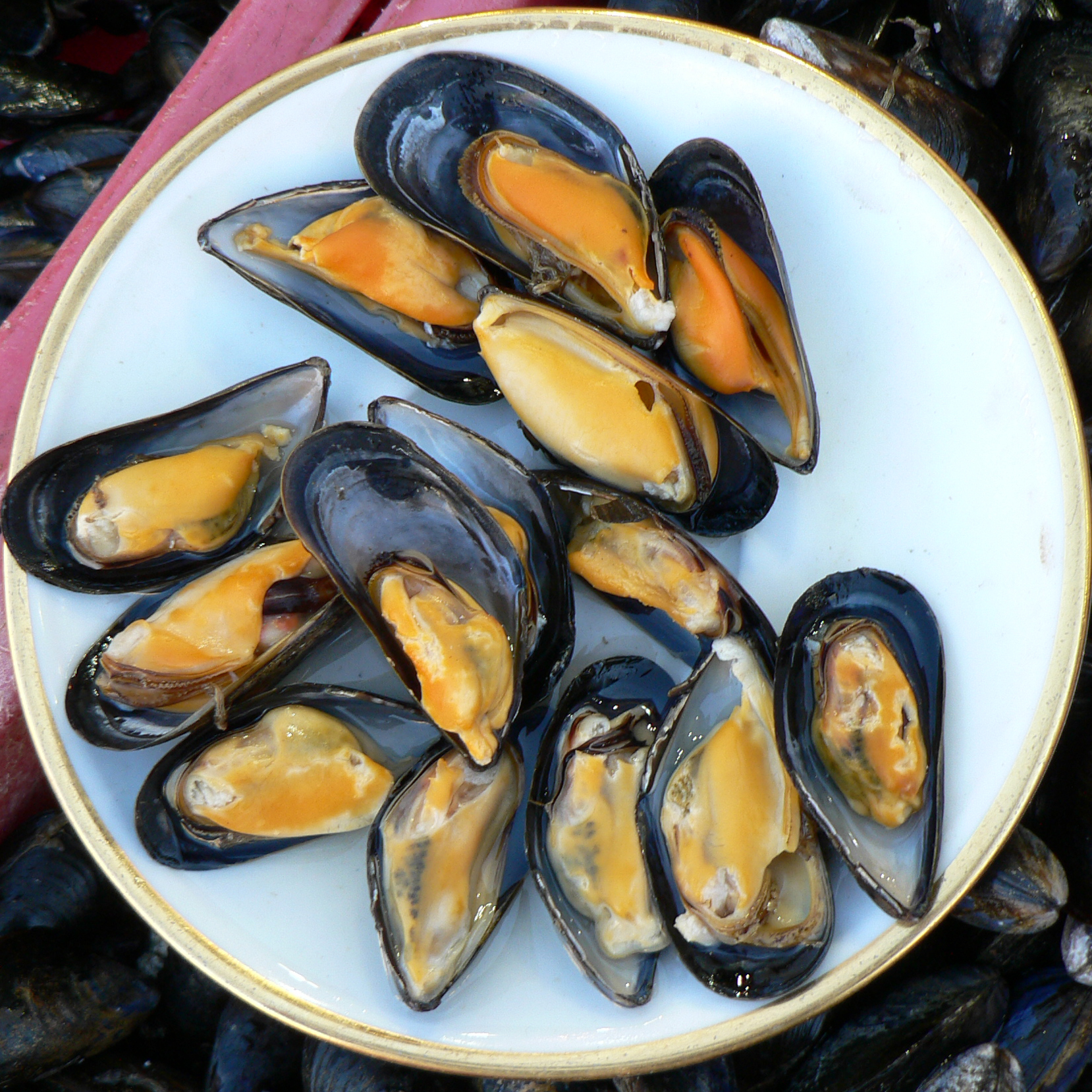
ムラサキイガイ（ムール貝）

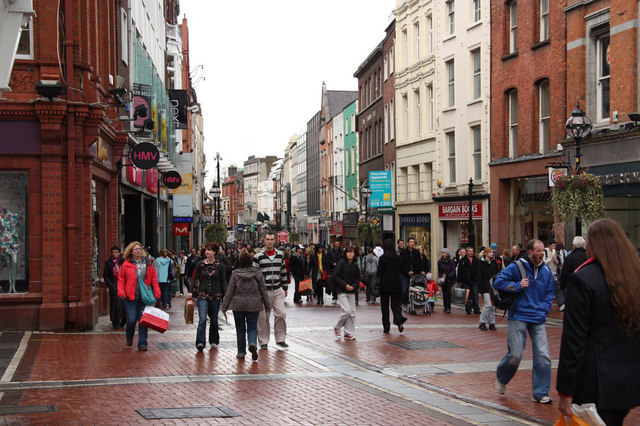
像のあるグラフトン通り

In Dublin's fair city,
Where the girls are so pretty,
I first set my eyes on sweet Molly Malone,
As she wheeled her wheel-barrow,
Through streets broad and narrow,
Crying, "Cockles and mussels, alive, alive, oh!"
"Alive, alive, oh,
Alive, alive, oh",
Crying "Cockles and mussels, alive, alive, oh".
She was a fishmonger,
But sure 'twas no wonder,
For so were her father and mother before,
And they each wheeled their barrow,
Through streets broad and narrow,
Crying, "Cockles and mussels, alive, alive, oh!"
(chorus)
She died of a fever,
And no one could save her,
And that was the end of sweet Molly Malone.
Now her ghost wheels her barrow,
Through streets broad and narrow,
Crying, "Cockles and mussels, alive, alive, oh!"
(chorus)
ダブリンの美しい街に
可愛いモリー・マローンが現れる
初めて会ったモリー
彼女は一輪車を押して
あちこちの通りを歩いて行く
「ザルガイにムラサキガイはいかが、活きがいいですよ！」
（コーラス）
活きがいいですよ
活きがいいですよ
ザルガイにムラサキガイはいかが、活きがいいですよ！
モリーは魚売り
それは当然だ
でも彼女の両親も昔
それぞれが一輪車を押して
あちこちの通りを歩いて行った
「ザルガイにムラサキガイはいかが、活きがいいですよ！」
（コーラス）
モリーは熱病で死んだ
誰も彼女を救えなかった
可愛いモリーの、それが最期
今は彼女の幽霊が車を押して
あちこちの通りを歩きまわる
「ザルガイにムラサキガイはいかが、活きがいいですよ！」
（コーラス）

### モリーの像

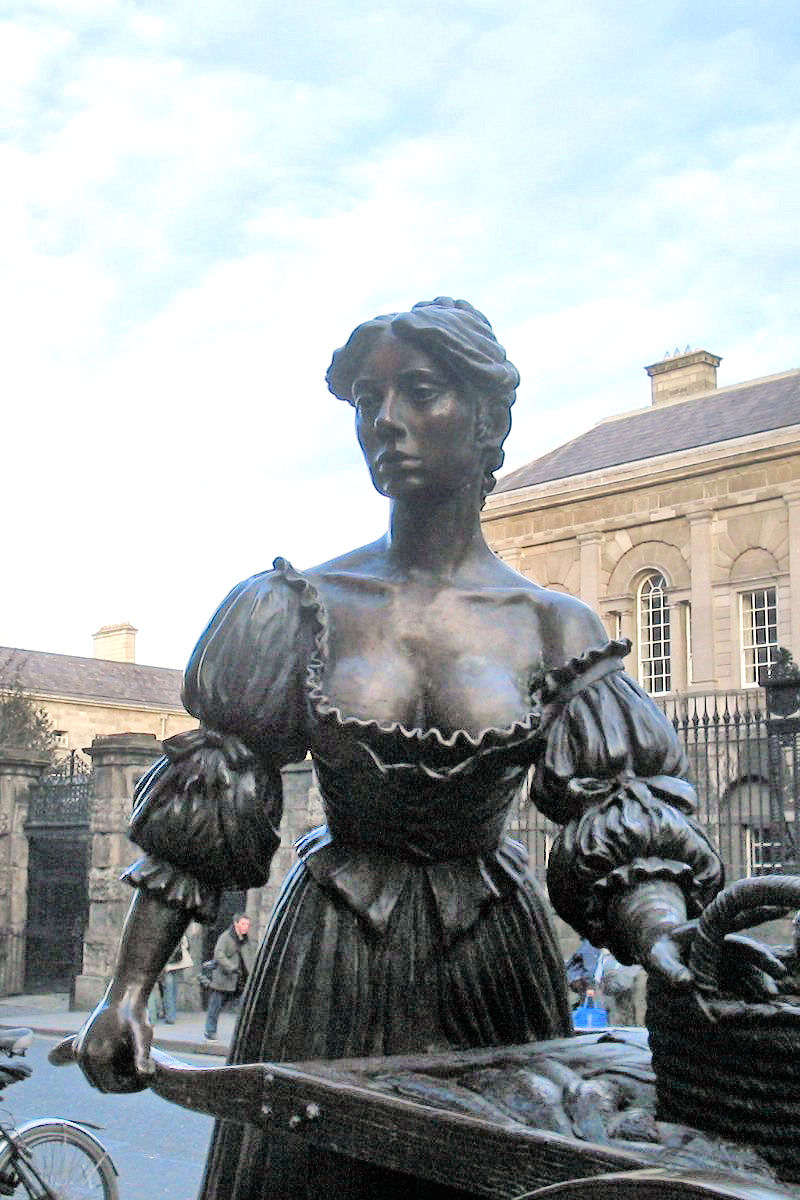
正面からのモリー・マローンの像

モリー・マローンの記念像はジーン・ラインハートによって設計され、ダブリン市千周年を祝うために建設された。ダブリンのグラフトン通りに建てられたこの像は、俗にこうも呼ばれる。
- 「ザ・タート・ウィズ・ザ・カート」（手押し車の女、The Tart with the Cart）
- 「ザ・ディッシュ・ウィズ・ザ・フィッシュ」（魚料理、The Dish With the Fish）
- 「ザ・トロロップ・ウィズ・ザ・スキャロップ」（ふしだらな女と帆立貝、The trollop With the Scallop(s)）
- 「ザ・ドーリー・ウィズ・ザ・トローリー」（手押し車のかわい子ちゃん、The Dolly With the Trolley）
- 「ザ・フラート・イン・ザ・スカート」（スカートの中の浮気、The Flirt In the Skirt）

モリーの像は、胸の大きな、17世紀の衣装をつけた若い女性の姿で表現されており、服の胸開きがかなり広いが、その当時の女性は「公の場で子供に授乳していたため、至る場所で胸ははだけられていた」ため、当然ともいえる。2025年4月、ダブリン市議会は、2012年にツアーガイドによって導入された、幸運を祈って像の豊かな胸をさする習慣から像を守るため、2025年5月から試験的にモリー・マローン像の巡回を行うスチュワードを雇うことを決定した。スチュワードは観光客に像を見ることはあっても触ることはないように頼む。激しくこすられるため、保護コーティングは数年のうちにブロンズから剥がれ落ちているため、像の維持費を削減するためにスチュワードを雇うことにした。スチュワードの費用は数千ユーロで、台座を上げるのに必要な6桁の金額より何倍も安いため、おそらくこれで可愛いモリー・マローンへの絶え間ない嫌がらせはなくなるだろう。

### 応援歌
スポーツチーム、特にダブリンGAA、レンスターラグビーチーム、ギリンガムFCやアイルランド代表ラグビーチームの応援歌でもある。